# Zambrów (district)
Zambrów (powiat zambrowski) is een Pools district (powiat) in de woiwodschap Podlachië. Het district heeft een oppervlakte van 733,11 km2 en telt 44.455 inwoners (2014).